# 徐健勝
徐健勝（1945年11月19日—2013年3月17日），藝名徐風，出生於台灣台北，台灣電視節目與秀場主持人，能歌善舞，以主持中視綜藝節目《黃金拍檔》而聞名，被稱為「黃金五寶」之一。

## 生平
徐風與張菲、倪敏然同樣出身秀場，早年主持中視綜藝節目《萬紫千紅》，又與李靜美並任中視綜藝節目《大舞台》第一代主持人。1969年，歌手林松義網羅李靜美加入自己所成立的「哈哈合唱團」，自此林松義、李靜美與徐風同團演出七年。1970年代亦以演員身分，演出過多部中視的國台語電視劇。1980年，「溫拿五鼠」第一代成員夏雲飛結婚，退出溫拿五鼠，缺位由徐風補上。1980年代，徐風與城市少女主持中視綜藝節目《快餐車》（1987年開播時由徐風單獨主持，1988年城市少女加入主持），也與趙筱瓏、檢場主持中視綜藝節目《歡樂現場》。
1984年，徐風與張菲、倪敏然及羅江成為鳳飛飛主持的中視綜藝節目《飛上彩虹》的固定班底。1984年至1988年，徐風、張菲、倪敏然、羅江與檢場共同主持《黃金拍檔》，合稱「黃金五寶」，成為台灣當紅的主持人之一。1986年8月8日，徐風與倪敏然主持《民生報》在台北市中華體育館舉辦的「歡樂民生：《民生報》慶祝突破四十萬份讀者聯歡晚會」，中視大樂隊伴奏。
1988年《黃金拍檔》結束後，徐風與羅江一起從商，淡出演藝圈。2005年，徐風復出演藝圈，偶爾上節目接受訪問與參加演出。2008年6月，台灣優質殯葬禮儀協會會員大會提案改名為台灣優質生命協會，徐風擔任理事長，紀寶如擔任秘書長。
2010年3月8日，當時64歲的徐風坐輪椅在台北榮民總醫院開記者會稱，該年春節前他發現吞嚥時食道會有痛覺，後來吞嚥困難，一個月後去醫院檢查，證實罹患食道癌。2010年3月9日，徐風在台北榮民總醫院開刀切除三分之二食道。2010年4月29日，徐風說，他最大的願望是待他聲音恢復後，與張菲、檢場及羅江合開演唱會。
2012年2月13日，徐風說，鳳飛飛逝世令他震驚不已：「她關心我的病情，那是2年前的事。現在我聽到她這種不幸的消息，讓我不勝唏噓。」
2012年8月23日，徐風出席行政院衛生署戒菸宣導記者會，罹患5種癌症（食道癌、口腔癌、肺癌、骨盆腔癌、氣管癌）的他體重僅剩40公斤；他說，他抽菸53年，終於嘗到苦果，希望以自身慘痛經歷勸誡大家別再抽菸。
2013年3月10日，徐風突感身體不適，住進台北榮民總醫院。2013年3月15日，徐風在台北榮民總醫院見到正在服刑的次子後即陷昏迷，醫生放棄化療與電療。2013年3月17日清晨5時30分，徐風病逝於台北榮民總醫院，享壽68歲。
2013年3月29日，徐風家屬與台灣優質生命協會在台北市內湖區湖光基督教會舉行徐風追思會，之後徐風家屬將徐風骨灰安置於新北市萬里區福田妙國生命紀念館。

## 作品
戲劇
中國電視公司
•〈望春風〉
•〈新娘與我〉

主持
中國電視公司
- 《萬紫千紅》（與李靜美、方正、孫情主持）
- 《大舞台》（與李靜美並任第一代主持人）
- 《快餐車》（與城市少女主持）
- 《你愛周末》（客串主持&固定班底）
- 《一道彩虹》（客串主持&固定班底）
- 《飛上彩虹》（客串主持&固定班底）
- 《歡樂現場》（與趙筱瓏、檢場主持）
- 《黃金拍檔》（與張菲、倪敏然、檢場、羅江主持）
- 《天天星期天》（帶狀短劇節目）
- 《信心100》（與曹西平、崔麗心主持）
- 《歡樂民生：民生報慶祝突破四十萬份讀者聯歡晚會》（與倪敏然主持）

中華電視公司
- 《連環泡》（客串主持&客串演出）